# العلاقات البرتغالية الليتوانية
العلاقات البرتغالية الليتوانية هي العلاقات الثنائية التي تجمع بين البرتغال وليتوانيا.

## مقارنة بين البلدين
هذه مقارنة عامة ومرجعية للدولتين:
| وجه المقارنة                                              | البرتغال                                                  | ليتوانيا                                                    |
| --------------------------------------------------------- | --------------------------------------------------------- | ----------------------------------------------------------- |
| المساحة (كم2)                                             | 92.21 ألف                                                 | 65.30 ألف                                                   |
| عدد السكان (نسمة)                                         | 10.60 مليون                                               | 2.79 مليون                                                  |
| الكثافة السكانية (ن./كم²)                                 | 114.95                                                    | 42.73                                                       |
| العاصمة                                                   | لشبونة                                                    | فيلنيوس، كاوناس                                             |
| اللغة الرسمية                                             | اللغة البرتغالية، اللغة الميراندية                        | اللغة الليتوانية                                            |
| العملة                                                    | يورو، اسكودو برتغالي                                      | ليتاس ليتواني، يورو                                         |
| الناتج المحلي الإجمالي (بليون دولار)                      | 217.57 مليار                                              | 47.17 مليار                                                 |
| الناتج المحلي الإجمالي (تعادل القوة الشرائية) بليون دولار | 307.82 مليار                                              | 84.06 مليار                                                 |
| الناتج المحلي الإجمالي الاسمي للفرد دولار أمريكي          | 19.22 ألف                                                 | 14.15 ألف                                                   |
| الناتج المحلي الإجمالي للفرد دولار أمريكي                 | 28.76 ألف                                                 | 27.69 ألف                                                   |
| مؤشر التنمية البشرية                                      | 0.830                                                     | 0.839                                                       |
| رمز المكالمات الدولي                                      | +351                                                      | +370                                                        |
| رمز الإنترنت                                              | .pt                                                       | .lt                                                         |
| المنطقة الزمنية                                           | توقيت غرب أوروبا، توقيت غرب أوروبا الصيفي، أوروبا/لشبونة ‏ | ت ع م+02:00، ت ع م+03:00، أوروبا/فيلنيوس ‏، توقيت شرق أوروبا |

## مدن متوأمة
في ما يلي قائمة باتفاقيات التوأمة بين مدن برتغالية وليتوانية:
- ترتبط Sesimbra [الإنجليزية]‏ مع بريناي باتفاقية توأمة.

## منظمات دولية مشتركة
يشترك البلدان في عضوية مجموعة من المنظمات الدولية، منها:
| علم المنظمة | اسم المنظمة                               | تاريخ انضمام البرتغال | تاريخ انضمام ليتوانيا |
| ----------- | ----------------------------------------- | --------------------- | --------------------- |
|             | الاتحاد الأوروبي                          | 1986                  | 1 مايو 2004           |
|             | وكالة ضمان الاستثمار متعدد الأطراف        | 6 يونيو 1988          | 8 يونيو 1993          |
|             | منظمة التعاون الاقتصادي والتنمية          | 4 أغسطس 1961          | 5 يوليو 2018          |
|             | الأمم المتحدة                             | 14 ديسمبر 1955        | 17 سبتمبر 1991        |
|             | مركز تنسيق الحركة في أوروبا ‏              | ?                     | ?                     |
|             | منظمة حظر الأسلحة الكيميائية              | ?                     | ?                     |
|             | منظمة التجارة العالمية                    | ?                     | ?                     |
|             | منظمة الشرطة الجنائية الدولية             | ?                     | ?                     |
|             | منظمة الأمن والتعاون في أوروبا            | 25 يونيو 1973         | 10 سبتمبر 1991        |
|             | مؤسسة التنمية الدولية                     | 29 ديسمبر 1992        | 23 سبتمبر 2011        |
|             | حلف شمال الأطلسي                          | 4 أبريل 1949          | 29 مارس 2004          |
|             | يونسكو                                    | 11 مارس 1965          | 7 أكتوبر 1991         |
|             | مجلس أوروبا                               | ?                     | ?                     |
|             | الاتحاد البريدي العالمي                   | ?                     | ?                     |
|             | البنك الدولي للإنشاء والتعمير             | 29 مارس 1961          | 6 يوليو 1992          |
|             | اتفاقية السماوات المفتوحة                 | ?                     | ?                     |
|             | الاتحاد الدولي للاتصالات                  | 1866                  | 1 يوليو 1923          |
|             | مؤسسة التمويل الدولية                     | 8 يوليو 1966          | 15 يناير 1993         |
|             | المنظمة الأوروبية لسلامة الملاحة الجوية   | 1986                  | 2006                  |
|             | المركز الدولي لتسوية المنازعات الاستشارية | 1 أغسطس 1984          | 5 أغسطس 1992          |
|             | مجموعة الموردين النوويين                  | ?                     | ?                     |

## وصلات خارجية
- موقع وزارة الخارجية البرتغالية
- موقع وزارة الخارجية الليتوانية